# Дуарте Пачеку Перейра
Дуáрте Пачéку Перéйра (порт. Duarte Pacheco Pereira; близько 1460—1533) — португальський мореплавець, військовий, дослідник і картограф. Мав досягнення у географічних дослідженнях, математиці, астрономії та у розробці стратегії війні. Португальський епічний поет Луїш Камойнш називав Перейру португальським Ахіллесом (Aquiles Lusitano).

## Біографія
Пачеку Перейра був сином Жуана Пачеку та Ізабель Перейри. У молодості він був особистим сквайром короля Португалії. У 1475 році, закінчивши навчання з відзнакою, він отримав стипендію від самого монарха. Пізніше, в 1488 році, він досліджував західне узбережжя Африки. Члени його екіпажу захворіли на хворобу, яка перебігала з гарячкою, і до того ж експедиція втратила свій корабель. З острова Принсіпі в Гвінейській затоціПерейру врятував Бартоломеу Діаш, який повертався з експедиції, що вперше досягла мису Доброї Надії.
Знання, отримані ним під час експедиції Діаша, а також власні дослідження дозволили йому зайняти посаду офіційного географа португальської монархії. У 1494 році він підписав зі сторони Португалії підтриманий Папою Тордесільяський договір, за яким вже відомий і ще не відкритий нехристиянський світ було розділено між сферами впливу Португалії та Іспанії.

## Пачеку в Індії
У 1503 році Дуарте Пачеку Перейра вирушив до Індії як капітан корабля Espírito Santo, одного з трьох кораблів флоту на чолі з Афонсу де Албукеркі. У 1504 році він був призначений відповідальним за захист Кочіна, португальського протекторату в Індії, що з березня по липень 1504 року зазнав серії нападів війська заморіна з Калікуту. Маючи в своєму розпорядженні лише 150 португальців і невелику кількість малабарських допоміжних військ, сили Перейри значно поступались 60-тисячній армії заморіна. Тим не менш, завдяки розумному розташуванню, індивідуальному героїзму і великій удачі Дуарте Пачеку успішно протистояв атакам протягом п'яти місяців, поки принижений заморін нарешті не був змушений зняти облогу міста. Важливу участь у боях із заморіном взяв його син Лісуарте (або Жусарте).
За свої подвиги в обороні Кочіна Дуарте Пачеку отримав герб від раджі Кочіна Трімумпара, а після його повернення до Лісабона в 1505 році, його з почестями вітав король Португалії Мануел I та на честь його були влаштовані публічні гуляння.

## Esmeraldo de situ orbis
Між 1505 і 1508 роками Дуарте Пачеку Перейра написав трактат «Esmeraldo de situ orbis», натхненний твором «De situ Orbis» Помпонія Мели. Трактат Пачеку оцінювали як одну з перших великих наукових праць, «що повідомляють про спостереження і наукові експерименти у нещодавно відкритому світі».
Твір стосувався історії португальських відкриттів і завоювань, але це був також одночасно атлас, географічний трактат і навігаційний посібник. У ньому він обчислив довжину 1° географічної широти у 18 легоа (57,6 морських миль), що було найточнішим розрахунком градуса у світі на той час (1 ° — 60 морських миль). Його сучасник Христофор Колумб оцінив довжину одного градусу на 25 % менше. Так і не завершена, ця робота була вперше опублікована лише у 1892 році, можливо, щоб уникнути витоку інформації про цінну торгівлю Португалії в Гвінеї та в Індії.
З приводу терміну «Есмеральдо» в назві роботи Дуарте Пачеку Перейра було багато припущень. Серед пропозицій було припущення посилання на смарагдову зелень моря; що це анаграма, яка поєднує імена «Еммануель» (ім'я короля Португалії Мануела I) і «Едуард» (ім'я самого Дуарте Пачеку); що Есмеральдо могло бути назвою (або прізвиськом) корабля, на якому Дуарте Пачеку відплив до Індії, що це спотворення іспанського слова esmerado (що означає «провідник»), що на мові малаялам смарагд відомий як pache або pachec, тому Есмеральдо є каламбуром щодо власного імені Пачеку (таким чином, назва трактату має читатись як «De Situ Orbis Пачеку»).
Дуарте Пачеку Перейра, ймовірно, був одним із перших європейців раннього Нового часу, хто науково дослідив взаємозв'язок між припливами і фазами Місяця, що відіграло вирішальне значення в ході битви при Кочіні, і ретельно нотував строки припливів. Кажуть, що Пачеку був першим, хто помітив зв'язок припливів з Місяцем і встановив правила для передбачення розвитку припливів, посилаючись на місячні спостереження. Він також переглянув свої дані, щоб виправити та покращити астрономічні спостереження (зокрема, виправивши середньодобове відхилення Місяця від Сонця) та розробив навігаційні вимірювальні прилади, які будуть використовуватися майбутніми португальськими мореплавцями.

## Кар'єра після Індії
У 1508 році португальський король доручив Дуарте Пачеку переслідувати французького капера Мондрагона, який діяв між Азорськими островами та португальським узбережжям, де французи атакували кораблі, що повертались з португальської Індії. Дуарте Пачеку знайшов і загнав Мондрагона в кут біля мису Фіністерре в 1509 році, переміг і захопив його.
Пізніше, коли він був губернатором португальської факторії і фортеці Сан-Жорже-да-Міна в Гвінейській затоці, його супротивники обвинуватили його в крадіжках та корупції. Пачеку відкликали до столиці та ненадовго ув'язнили, поки корона не виправдала його. Але шкода Пачеку була завдана, оскільки він втратив своє губернаторство, своє багатство та вплив. Хоча король Португалії Жуан II виправдав Пачеку, невдовзі його замінив король Мануел, який не цінував Пачеку і понизив його в посаді.
За словами одного з його найважливіших біографів, португальського історика Жоакіма Баррадаша де Карвалью, який жив у вигнанні в Бразилії в 1960-х роках, Дуарте Пачеку був генієм, порівнянним з Леонардо да Вінчі. Виперидевши наступників на два століття, він розрахував значення градусної дуги меридіана з похибкою лише 4 %, коли поточна для його часу похибка коливалася від 7 до 15 %.

## Можливе відкриття Бразилії
Існує давнє припущення, що Дуарте Пачеку Перейра, можливо, відкрив в 1498 році бразильське узбережжя в районі сучасних штатів Мараньян і Пара і острів Марахо, а також гирло річки Амазонки, тим самим виперидивши наступні експедицій Амеріго Веспуччі в 1499 році, Вісенте Яньєса Пінзона в січні 1500 року, Дієго де Лепе в лютому 1500 р. і експедиції Кабрала в квітні 1500 року, що зробило його першим відомим європейським дослідником сучасної Бразилії. Це твердження ґрунтується на інтерпретаціях тексту з рукопису Дуарте Пачеку Перейра «Esmeraldo de Situ Orbis», у якому міститься наступний короткий звіт:
Найщасливіший принце, ми знали і бачили, як на третьому році вашого правління в році нашого Господа 1498, коли ваша високість наказав нам відкрити Західну область, дуже велику сушу з багатьма прилеглими великими островами, що простягаються на 70° На північ від екватора, розташованого за межами величі Океану, було відкрито та проведено навігацію; ця далека земля густо заселена і простягається на 28° по інший бік екватора до антарктичного полюса. Така його велич і довжина, що з обох боків його кінця не було видно і не пізнано, так що певно, що він обходить всю земну кулю.
Однак у своїй книзі «Заснування португальської імперії, 1415—1580» історики Бейлі Волліс, Бойд Шафер і Джордж Вініус, базуючись на даних португальського історика Дуарте Лейте та інших авторів, дають такі коментарі:
«Справді важливо, — каже Дуарте Лейте, — знати, чи Пачеку прибув до Бразилії раніше, ніж Алваріш Кабрал (22 квітня 1500 р.). Погоджуючись із Лучано Перейро, такі сучасні португальські історики, як Фаустіно да Фонсека, Бріто Ребелу, Лопеш де Мендонса та Хайме Кортесан, стверджують, що так. . . як і Віньо; і я вірю, що йому не бракує прихильників у Бразилії». «Однак,— каже Лейте,— якби Пачеку виявив райони на схід від лінії розмежування й повідомив про це [королю Португалії] Мануелу, причина, яка спонукала дона Мануела зберігати таємницю… важливе відкриття вислизає від мене. Як тільки Кабрал повернувся в 1501 році, Мануел оголосив про відкриття Бразилії іспанським королям Фернандо та Ізабеллі. Чому б він у 1499 році, після повернення Васко да Гами, не зробив подібне оголошення, якщо Пачеку вже відкрив Бразилію? З боку Іспанії не було жодних заперечень, враховуючи поділ, зроблений Тордесільяським договором, оскільки жодних заперечень не було в 1501 році, коли було оголошено про відкриття Кабралом. Я переконаний, що Пачеку не відкрив Бразилію в 1498 році і не був присутній через два роки при її відкритті Кабралом».
«Esmeraldo de Situ Orbis» Дуарте Пачеку Перейри — це перша європейська навігаційна книга, у якій згадується узбережжя Бразилії. 

## Шлюб і нащадки
Він одружився з Антонією де Альбукеркі, дочкою Жоржі Гарсеса та дружини Ізабель де Альбукеркі Гальван, єдиною дочкою Дуарте Гальвана від першої дружини Катаріни де Соуза е Альбукеркі, і мав восьмеро дітей:
- Жуан Фернандеш Пачеку, який одружився з доньою Марією да Сілва, без потомства і мав незаконнонароджену дочку з потомством
- Жероніму Пачеку, який помер неодружений і без потомства в Танжері
- Марія де Албукеркі, дружина Жоао да Сілва, Алькаїда -Мор із Суре, і мала дочку, одружену та з потомством.
- Ізабель де Албукеркі
- Гарсія Пачеку
- Гашпар Пачеку
- Дуарте Пачеку
- Лісуарте Пачеку, бастард.